# Mallotus polyadenos
Mallotus polyadenos är en törelväxtart som beskrevs av Ferdinand von Mueller. Mallotus polyadenos ingår i släktet Mallotus och familjen törelväxter. Inga underarter finns listade i Catalogue of Life.